# Milnesium brachyungue
Milnesium brachyungue är en djurart som tillhör fylumet trögkrypare, och som beskrevs av Maria Grazia Binda och Giovanni Pilato 1991. Milnesium brachyungue ingår i släktet Milnesium, och familjen Milnesiidae. Inga underarter finns listade i Catalogue of Life.